# Tupolev Tu-119
Tupolev Tu-95LAL var en modifierad Tu-95M försedd med en liten forskningsreaktor i bombutrymmet, vilket krävde en modifiering av flygkroppen med en utbuktning på ovansidan. Reaktorn drev aldrig planet, utan det drevs med konventionella motorer, men med prototypen visades att planet förmådde lyfta med en reaktor, att reaktorn fungerade under flygning, och dessutom studerades olika utformningar av strålskärmning för att skydda både personal och tekniska system. Under 1961 gjorde planet 34 flygningar, de flesta med reaktorn avstängd.
Erfarenheterna från dessa tester användes sedan för att börja konstruera Tupolev Tu-119 som i grund och botten var ett modifierat Tupolev Tu-95, i denna version en hybrid med två reaktordrivna och två konventionella motorer. Utvecklingen fortsatte på ritbordet fram till 1966.
Tu-119 var och förblev endast ett experiment, och någon serietillverkning påbörjades aldrig då svårigheterna med strålskärmning och prestanda var betydande, samtidigt som den tänkta uppgiften för planen att vara i luften långa tider som kärnvapenavskräckning övertogs av andra vapensystem som till exempel ICBM-missiler.